# La Merced (kommun)
La Merced är en kommun i Colombia.   Den ligger i departementet Caldas, i den centrala delen av landet, 190 km nordväst om huvudstaden Bogotá. Antalet invånare är 6 752.